# Giro delle Fiandre 1941
Il Giro delle Fiandre 1941, venticinquesima edizione della corsa, fu disputato il 4 maggio 1941, per un percorso totale di 198 km. Fu vinto dal belga Achiel Buysse, al traguardo con il tempo di 5h38'00", alla media di 35,150 km/h, davanti ai connazionali Gustaaf Van Overloop e Odiel van den Meersschaut.
I ciclisti che partirono da Gand furono 67; coloro che tagliarono il traguardo furono 22.

## Ordine d'arrivo (Top 10)
| Pos. | Corridore                 | Squadra            | Tempo    |
| ---- | ------------------------- | ------------------ | -------- |
| 1    | Achiel Buysse             | Dilecta-Wolber     | 5h38'00" |
| 2    | Gustave Van Overloop      | -                  | s.t.     |
| 3    | Odiel van den Meersschaut | -                  | s.t.     |
| 4    | Maurice Clautier          | Alcyon-Dunlop      | s.t.     |
| 5    | Albert Beirnaert          | -                  | s.t.     |
| 6    | Eugène Kiewit             | -                  | s.t.     |
| 7    | Jules Lowie               | Mercier-Hutchinson | s.t.     |
| 8    | Martin Van Den Broeck     | -                  | a 1'45"  |
| 9    | Joseph Somers             | Helyett-Hutchinson | a 3'15"  |
| 10   | Achiel De Backer          | -                  | a 5'00"  |